# C-3PO
C-3PO (читается как Си-Три-Пи-О, сокращённо Три-пи-о) — персонаж вселенной «Звёздных войн», созданный Энакином Скайуокером примерно в 32 ДБЯ. Он — протокольный дроид, для помощи в этикете, обычаях и переводе; хвастается тем, что он «владеет более чем шестью миллионами форм общения». В фильме его сыграл актёр Энтони Дэниелс.

## История
C-3PO обычно можно встретить вместе с его давним приятелем — R2-D2, маленьким шустрым астромеханическим дроидом. Основная функция C-3PO как протокольного дроида — консультации по этикету и переводу так, чтобы встречи разных культур проходили гладко. Его модуль TranLang III Communicator, объединённый с AA-1 VerboBrain, позволяет ему «свободно общаться шестью миллионами способов». C-3PO также содержит множество древних деталей благодаря утилю, который Уотто предоставлял Энакину Скайуокеру. Очень преданный своим владельцам (в соответствии со своей программой), он служил более сорока лет с момента своего создания (только в шести фильмах это были: Энакин Скайуокер, Шми Скайуокер, Клигг Ларс, Падме Амидала, Рэймус Антиллес, Лея Органа, Ларс Оуэн, Люк Скайуокер; другие владельцы упоминались в анимационном сериале Звёздные войны: Дроиды). Джабба Хатт также был «владельцем» 3PO короткое время в «Возвращении джедая», но это была только часть плана по тайной доставке R2-D2 и светового меча Люка Скайуокера во дворец Джаббы, и, вероятно, его не стоит считать владельцем 3PO.
C-3PO — один из немногих персонажей, появлявшихся во всех девяти фильмах Звёздных войн. Во всех фильмах робота играл один и тот же актёр (голос и движения — Энтони Дэниелс). Фанаты предполагали, что он существовал и до событий в «Скрытой угрозе», из которого становится известно, что он был собран Энакином Скайуокером из хлама (существует комикс, в котором Энакин находит 3PO на свалке, берёт с собой и перезапускает его, но неизвестно, помнит ли тот это). Когда Энакин улетает, он оставляет 3PO своей матери, Шми Скайуокер на Татуине. Появившись в фильме в скелетном виде, он не получил своего покрытия до «Атаки клонов», находясь уже во владении у Клигга Ларса. Когда Энакин и Падме посещают Татуин, C-3PO следует за своим создателем.
Как становится известным из мультсериала «Войны клонов», 3PO получает своё знаменитое золотое покрытие от Падме Амидалы, чтобы лучше войти в роль её ассистента, хотя его правое бедро по непонятной причине остаётся серебряным. В книгах Inside the Worlds of Star Wars Trilogy 3PO замолкает после того, как видит световой меч Энакина Скайуокера, потому что его «протокольная программа требует от него замолкать, чтобы защищать интересы бывших владельцев», но это противоречит концовке «Мести ситхов», в которой его память стирают, уничтожая все знания о падении Энакина на Тёмную сторону Силы, о смерти Падме, а также и о детях Энакина и Падме. (Однако в рассказе Алана Дина Фостера Splinter of the Mind’s Eye C-3PO утверждает, что его и R2-D2 заставил замолкнуть Дарт Вейдер, сказав, что он «знает все коды замолкания», а в конце радиоверсии «Возвращения джедая» 3PO опознаёт Дарта Вейдера как отца Люка, что наводит на мысль о том, что после перезапуска 3PO как-то узнал о схожести Энакина и Вейдера, а также о принадлежности ему C-3PO и R2-D2.)
Когда 3PO был перезапущен с очищенной памятью, его первой работой у нового владельца капитана Антиллеса было программирование подъёмников (согласно «Новой надежде»); вот почему во время событий Новой надежды он не узнал ни Татуин, ни фамилию Скайуокер, ни даже Оби-Вана Кеноби.
В половине фильмов он получает серьёзные повреждения: в «Атаке клонов» у него отделилась голова, в «Новой надежде» он получил вмятину на голове и потерял руки, а в «Империя наносит ответный удар» был разобран на части. Робот ненавидит путешествия (он знает, что всегда попадает в истории) и его девиз — «Мы обречены!».
В 2004 C-3PO был включён в Зал славы роботов.
Появляется в VII эпизоде «Пробуждение силы». Как стало известно из комиксов, после крушения корабля Сопротивления над планетой Таул дроид потерял левую руку, она была заменена красной рукой дроида Первого Ордена O-MR1.

## История создания
Дэниелс поначалу не хотел играть C-3PO, но передумал, прочитав роль C-3PO в сценарии и увидев концепт-арт Ральфа Маккуорри, чей ранний дизайн персонажа был во многом основан на «человеке-машине» из культового немецкого фантастического фильма «Метрополис» 1927 года.
Джордж Лукас первоначально представлял персонажа как «мошенника» с американским акцентом, но передумал после того, как голосовое выступление Дэниелса затмило 30 других актёров, которые пробовались на эту роль.
Имя C-3PO взято с карты родного города Джорджа Лукаса. Почтовое отделение (Post Office) находилось в клетке C-3.
При съёмках фильма «Звёздные войны: Пробуждение силы» левая рука C-3PO была заменена красной. Об обстоятельствах, которые привели к этому, рассказывается в комиксе, изданном Marvel Comics, Star Wars Special: C-3PO: The Phantom Limb.

## Появления
C-3PO был сыгран Энтони Дэниелсом в десяти фильмах саги «Звёздные войны»: в девяти игровых и в одном анимационном.
Дэниелс также сыграл C-3PO в «живых» фрагментах праздничного спецвыпуска «Звёздных войн», а в анимационной части озвучил его.
Кроме того, он озвучил C-3PO в четырёх мультсериалах: «Звёздные войны: Войны клонов», «Дроиды», «Войны клонов» и «Повстанцы», а также в радиопостановках оригинальной трилогии. Он повторил свою роль в фильме «Лего», где C-3PO имеет эпизодическую роль с членами экипажа «Тысячелетнего сокола». В «Звёздных войнах: Силы Судьбы», в эпизоде «Звери базы „Эхо“», хотя C-3PO физически не появляется, его голос можно услышать по комлинку Леи. Этот эпизод связан с удалённой сценой из Эпизода V, когда C-3PO вырывает предупреждающий знак из двери базы «Эхо», где содержатся вампы), чтобы обманом заставить имперцев войти в ту комнату. Дэниелс также озвучил C-3PO в мультфильме «Ральф против интернета»:4.
В «Саге Скайуокеров» C-3PO появляется только в исполнении Энтони Дэниелса, что делает его единственным персонажем «Звёздных войн», кто появился в основных девяти фильмах сыгранный одним и тем же актёром.
Дэниелс повторил свою роль C-3PO для аттракциона Star Tours в Диснейленде, созданного Джорджем Лукасом в 1987 году. Дэниелс также появлялся в костюме C-3PO для различных рекламных материалов Star Tours. Когда Star Tours открыли двуязычную версию в парижском Диснейленде, Дэниелс также записал реплики C-3PO на французском языке. C-3PO оказывается в кресле пилота Starspeeder 1000 в аттракционе-преемнике Star Tours — The Adventures Continue — и в качестве центрального персонажа в специальном мультфильме «Звёздные войны: Угроза падавана». В этих выступлениях его также играет Энтони Дэниелс.
Дэниелс несколько раз появлялся в роли C-3PO в многочисленных телевизионных шоу и рекламных роликах, в частности, в эпизоде "Донни и Мари" в 1977 году, посвящённом «Звёздным войнам», на 35-летии Диснейленда и в выпуске «Маппет-шоу» 1980 года в тематике «Звёздных войн». Он также появляется вместе с RD-D2 в эпизодах «Улицы Сезам» № 1364 и № 1396.
Дэниелс появился как C-3PO на 50-й премии Киноакадемии США в 1978 году и на 88-й премии Киноакадемии в 2016 году.

## Культурное влияние
В 2012 году ВМС США построили робота под названием «Автономный корабельный гуманоид», который, по их утверждению, был смоделирован по образцу C-3PO. Робот был сконструирован с целью тушения пожаров, но, как и дроиды из «Звёздных войн», способен подниматься по лестницам и нести шланги. Кроме того, как и C-3PO, он может реагировать на человеческие жесты, но на гораздо более базовом уровне, чем дроид из «Звёздных войн».
Николя Гескьер, креативный директор Louis Vuitton, и компания Rodarte создали линейки одежды, чей дизайн был вдохновлён C-3PO.
На обложке августовского номера GQ в августе 2015 года комик Эми Шумер предстала в копии бикини принцессы Леи, сосущей один из пальцев C-3PO. Lucasfilm и Disney возразили против этого изображения и опубликовали в Твиттере публичное заявление о том, что оно было несанкционированным.

## Критика и отзывы
Журнал «Мир фантастики» поставил C-3PO и R2-D2 на 2 место в списке «Самые-самые роботы», автор написал, что за чередой комических ситуаций в фильмах можно увидеть характер роботов — преданный и человечный, — и добавил, что эта парочка роботов является визитной карточкой «Звёздных войн».